# Zerfallsschema
Unter dem Zerfallsschema eines radioaktiven Atomkerns versteht man eine graphische Darstellung der Energiezusammenhänge beim Zerfall, die kompliziert sein können.

Zerfallsschema von ^{60}Co

Ein einfaches Beispiel ist der Zerfall des radioaktiven Cobalt-Isotops 60Co. 60Co geht unter Emission eines Elektrons (Betazerfall) mit einer Halbwertszeit von 5,26 Jahren in einen angeregten Zustand von 60Ni über, der über zwei Gammaübergänge sehr rasch zum Grundzustand gelangt.
Man findet viele Zerfallsschemata in der Table of Isotopes.
Es ist sinnvoll, sich das Bild in einem Koordinatensystem vorzustellen, wo auf der Abszisse die Kernladungszahl und auf der Ordinate die Energie der Kernzustände aufgetragen ist. Die Pfeile bezeichnen die emittierten (= ausgesandten) Teilchen; vertikale Pfeile bedeuten Gammaübergänge, der schräge Pfeil einen Betaübergang. Beim Gammaübergang ist die Gammaenergie angegeben, beim Betazerfall die Maximalenergie der emittierten Elektronen. Gammastrahlung wird meistens nach einem Betazerfall emittiert, sie entsteht dabei fast unmittelbar nach dem Betazerfall (Ausnahme s. u.).
Nickel steht rechts neben Cobalt, weil die Kernladungszahl von Nickel um 1 größer ist als die von Cobalt: die Kernladungszahl wächst beim Beta-minus-Zerfall um 1. Bei einem Beta-plus-Zerfall, wo ein Positron entsteht und die Kernladungszahl abnimmt, würde der schräge Pfeil von rechts nach links verlaufen, ebenso bei einem Alphazerfall (s. u.).
Da Energie eine Erhaltungsgröße ist und beim Kernzerfall energiereiche Strahlung ausgesandt wird, können Pfeile nur (vertikal oder schräg) von oben nach unten verlaufen.

Zerfallsschema von ^{198}Au

Ein etwas komplizierteres Zerfallsschema ist das des Gold-Isotops 198Au, das man durch Neutronen-Bestrahlung von natürlichem Gold im Kernreaktor erhält. 198Au zerfällt durch Betazerfall zu angeregten Zuständen (oder zum Grundzustand) des Quecksilberisotops 198Hg. Im Bild steht Quecksilber rechts neben Gold, weil Gold die Kernladungszahl 79 hat, Quecksilber die Kernladungszahl 80. Die angeregten Zustände zerfallen nach sehr kurzer Zeit (2,5 bzw. 23 ps; 1 Pikosekunde ist ein Billionstel einer Sekunde) ebenfalls zum Grundzustand.

Zerfallsschema des Isotops ^{99m}Tc

Während angeregte Kernzustände meist sehr kurzlebig sind und nur als Nachfolge eines Betazerfalls (s. o.) auftreten, ist der angeregte Zustand des hier rechts gezeigten Technetium-Isotops „metastabil“ (daher das „m“ in 99mTc), d. h., relativ langlebig. Er zerfällt mittels Gammastrahlung mit einer Halbwertszeit von 6 Stunden.

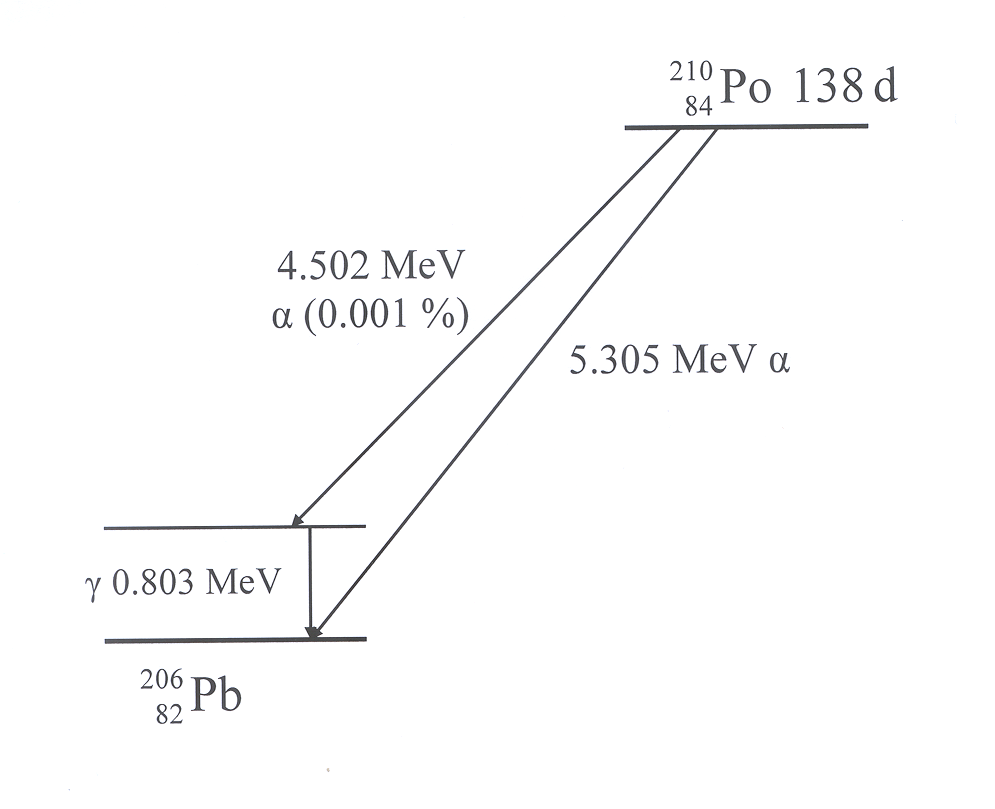
Zerfallsschema von ^{210}Po

Hier ist nun links ein Alphazerfall gezeigt, und zwar der des von Marie Curie entdeckten Elements Polonium mit der Massenzahl 210. Das Isotop 210Po ist das vorletzte Glied der Uran-Radium-Zerfallsreihe; es zerfällt mit einer Halbwertszeit von 138 Tagen zu einem stabilen Blei-Isotop. In fast allen Fällen erfolgt der Zerfall über Emission einer Alphastrahlung von 5,305 MeV. Nur in einem von 100.000 Fällen erscheint ein Alphateilchen von niedrigerer Energie; der Zerfall führt zu einem angeregten Zustand des 206Pb, der wieder über Gammastrahlung zum Grundzustand führt.
Ein Zerfallsschema kann auch wesentlich komplizierter ausfallen als die hier gezeigten. 20 oder mehr mögliche Zustände (Ebenen) mit einer Vielzahl von möglichen Übergängen sind keine Seltenheit. Die ausgesandte Gammastrahlung bildet dann ein Spektrum mit entsprechend vielen verschiedenen Energien (Spektrallinien).